# اکنروت
اکنروت (به آلمانی: Eckenroth) یک شهر در آلمان است که در باد کرویتسناخ واقع شده‌است. اکنروت ۲۰۹ نفر جمعیت دارد.